# Bretonne (Aude)
Die Bretonne (französisch: Ruisseau de la Bretonne) ist ein kleiner Fluss im Süden von Frankreich, der im Département Aude der Region Okzitanien südöstlich der Stadt Carcassonne verläuft.

## Geografie

### Verlauf
Die Bretonne entspringt im nordwestlichen Gemeindegebiet von Val-de-Dagne, entwässert mit einem Bogen über West generell Richtung Nordnordwest und mündet nach rund 15 Kilometern im Gemeindegebiet von Barbaira als rechter  Nebenfluss in die Aude. Auf ihrem Bogen umrundet die Bretonne den westlichen Teil der Bergkette Montagne d’Alaric. In ihrem Mündungsabschnitt quert sie die Autobahn A61 und die Bahnstrecke Bordeaux–Sète.

### Orte am Fluss
(Reihenfolge in Fließrichtung)
- Montplaisir, Gemeinde Val-de-Dagne
- Pradelles-en-Val, Gemeinde Val-de-Dagne
- Monze
- Floure
- Barbaira